# Toyota Avalon
Pour les articles homonymes, voir Avalon (homonymie).
La Toyota Avalon est une berline routière de la marque Toyota introduite en 1994. Il s'agit de la plus grande berline à traction avant du constructeur et fut le vaisseau amiral de la marque dans de nombreux pays.
Il y a eu cinq générations: la première (XX10), entre 1994 et 1999 (entre 2000 et 2005 sur le marché Australien), la seconde (XX20) entre 1999 et 2004, la troisième (XX30) entre 2004 et 2012, la quatrième (XX40) entre 2012 et 2018, et la cinquième (XX50) depuis 2018.
Elle fut notamment commercialisée aux États-Unis, au Canada, en Chine et dans la région du Moyen-Orient.
Elle est remplacée en 2006 en Australie par la Toyota Aurion, et depuis 2022 en Amérique du Nord par la Toyota Crown.

## Motorisation
En 2021, la Toyota Avalon dispose d'un Moteur V6 essence de 3,5 litres qui développe 268 ch.

## Sécurité
La Toyota Avalon possède les freins ABS, la répartition électronique de force de freinage, l'assistance au freinage, l'antipatinage et le contrôle de stabilité électronique. Elle possède aussi 7 coussins gonflables (frontaux, latéraux avant, rideaux latéraux et genoux côté conducteur).

## Transmission
En 2021, la Toyota Avalon dispose d'une transmission automatique à 6 rapports avec mode manuel.

## Informations supplémentaires
Voici quelques informations sur la Toyota Avalon:
- Diamètre de braquage : 11,24 m
- Réservoir de carburant : 70 litres
- Capacité de remorquage : 455 kg.